# Mariko Shinoda
Mariko Shinoda (篠田 麻里子 Shinoda Mariko?,  Itoshima, Prefectura de Fukuoka, 11 de marzo de 1986) es una Idol, cantante, actriz y modelo japonesa, actualmente afiliada a Someday Inc. Es conocida por haber sido miembro del grupo femenino AKB48 desde 2006 hasta su graduación, el 22 de julio de 2013. Desde noviembre de 2008 hasta la edición de julio de 2018, Shinoda también fue modelo exclusiva de la revista More.

## Biografía

### Primeros años
Shinoda nació el 11 de marzo de 1986 en la ciudad de Itoshima, Fukuoka. Su padre es un guardacostas que trabaja como capitán de una patrulla. En octubre de 2005, Shinoda audicionó para la primera audición de AKB48, pero no aprobó. Poco después de su audición, comenzó a trabajar en la cafetería del teatro de AKB48 como camarera y repartiendo folletos promocionales en la calle. Shinoda pronto se hizo popular entre los clientes, quienes para mostrar su apoyo comenzaron a enviar su nombre en papeletas escritas a mano en las encuestas semanales. 
El productor de AKB48, Yasushi Akimoto, tomó nota de la popularidad de Shinoda y le dio la oportunidad de unirse a AKB48 bajo la condición de que aprendiera las doce canciones y bailes del grupo en cuatro días. Shinoda se convirtió en la primera miembro de AKB48 "sin generación" o "generación 1.5", haciendo su debut en el Equipo A el 22 de enero de 2006.

### Carrera

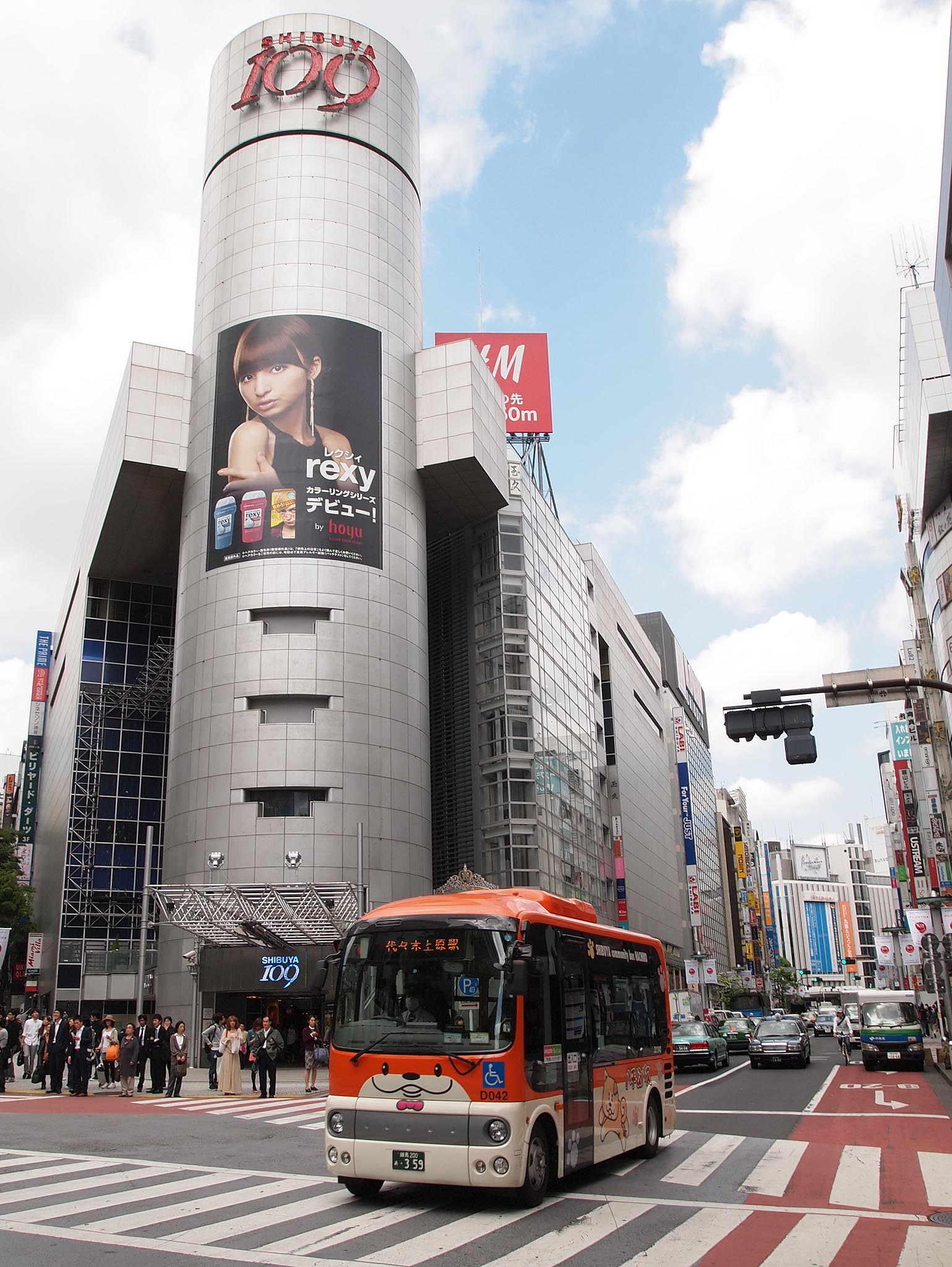
Anuncio publicitario de Rexy que muestra a Shinoda como modelo.

Su primera participación como parte del grupo principal fue con el sencillo Aitakatta, lanzado el 25 de octubre de 2006. En julio de 2008, Shinoda lanzó su primer álbum de fotos, Pendulum, siendo la primera miembro de AKB48 en lanzar un álbum en solitario. En noviembre del mismo año, se convirtió en modelo esxclusiva de la revista de moda More. En julio de 2009, Shinoda se posicionó en el puesto número tres durante las elecciones generales de ese año, así como también en las elecciones del año siguiente. El 30 de marzo de 2011, Shinoda comenzó a presentar su propio programa, Mariko-sama no Oriko-sama en NHK. También ha aparecido individualmente en numerosos comerciales de televisión, lo que le ganó el apodo de la "reina de los comerciales de televisión" al tener un total de veinte contratos con diversas compañías para aparecer en sus anuncios publicitarios.
En agosto de 2012, Shinoda fue nombrada como la nueva capitana del Equipo A. En 2013, lanzó una marca de ropa llamada ricori, la cual fue diseñada y producida por ella misma. Shinoda declaró que comenzar su propia línea de ropa había sido su sueño antes de unirse a AKB48. Sin embargo, en julio de 2014 ricori dejó de operar y cerró sus tiendas. Shinoda declaró que solo trabajaría como asesora de la marca hasta 2013. Durante las elecciones generales de 2013, Shinoda ocupó el quinto lugar. El 8 de junio, durante la transmisión de los resultados de las elecciones, Shinoda anunció que abandonaría el grupo. Su ceremonia de graduación tuvo lugar el 21 de julio en el Fukuoka Yahoo Dome, y su actuación final con AKB48 fue el 22 de julio.
El 24 de enero de 2016, Shinoda apareció como la actriz principal en el video musical de Zico It Was Love.

## Filmografía

### Películas
| Año  | Título                                                               | Papel       | Referencias |
| ---- | -------------------------------------------------------------------- | ----------- | ----------- |
| 2011 | Documentary of AKB48: To Be Continued                                | Ella misma  |             |
| 2011 | Inu no Eiga                                                          | Sudo-san    | [ 22 ]      |
| 2011 | Gal Basara: Sengoku Jidai wa Kengai Desu                             | Nene        | [ 23 ]      |
| 2011 | Japanese Salaryman NEO                                               | Mao         | [ 24 ]      |
| 2012 | Ouran High School Host Club                                          | Michelle    | [ 25 ]      |
| 2015 | Tag                                                                  | Keiko       | [ 26 ]      |
| 2016 | Terra Formars                                                        | Sorae Osako |             |
| 2016 | Re:Born                                                              |             |             |
| 2017 | Vigilante                                                            | Miki        | [ 27 ]      |
| 2018 | Gangoose                                                             | Ageha       |             |
| 2025 | Blue Fight: The Breaking Down of Young Blue Warriors (Blazing Fists) |             |             |

### Dramas de televisión
| Año  | Título                                               | Papel             | Referencias |
| ---- | ---------------------------------------------------- | ----------------- | ----------- |
| 2009 | Love Game episode 11                                 | Ruka              | [ 28 ]      |
| 2009 | Gine Sanfujinka no onna tachi                        | Toda              | [ 29 ]      |
| 2010 | Majisuka Gakuen                                      | Sado              | [ 30 ]      |
| 2011 | Taisetsu na koto wa subete kimi ga oshiete kureta    | Sayaka Tōdō       | [ 31 ]      |
| 2011 | Fukuoka Renai Hakusho                                | Kumiko            | [ 32 ]      |
| 2011 | Sakura kara no tegami                                | Mariko Shinoda    | [ 33 ]      |
| 2011 | Majisuka Gakuen 2                                    | Sado              | [ 34 ]      |
| 2013 | So long!                                             | Kirie Hara        | [ 35 ]      |
| 2013 | Wanda×AKB48 Short Story "Fortune Cookie"             | Eriko Sudō        | [ 36 ]      |
| 2013 | Umi no Ue no Shinryōjo 2                             | Kaoru Tachibana   | [ 37 ]      |
| 2014 | Zenijo                                               | Miho Shirai       | [ 38 ]      |
| 2014 | Kazokugari                                           | Mayumi Ishikura   | [ 39 ]      |
| 2015 | NHK Special: Next World Watashitachi no Mirai        | Android Mannequin | [ 40 ]      |
| 2015 | Itsutuboshi Tourist Saikō no Tabi, Goannai Shimasu!! | Misono Higure     | [ 41 ]      |
| 2016 | Terra Formars: A New Hope                            | Sorae Osako       |             |
| 2018 | Magic x Warrior Magi Majo Pures!                     | Tiara             | [ 42 ]      |
| 2019 | Mistresses                                           | Rei Sudō          |             |

### Programas de televisión
| Año       | Título                     | Papel      |
| --------- | -------------------------- | ---------- |
| 2007      | Fight Tention Depart       | Ella misma |
| 2008      | AKB 1:59                   | Ella misma |
| 2008      | AKB 0:59                   | Ella misma |
| 2008      | Gold House                 | Ella misma |
| 2008–2011 | AKBingo!                   | Ella misma |
| 2008–2009 | AKB48 Nemousu TV           | Ella misma |
| 2008–2010 | Jichael Mackson            | Ella misma |
| 2009–2010 | Omoikkiri Pon!             | Ella misma |
| 2009–2011 | Shukan AKB48               | Ella misma |
| 2009–2011 | Nobunaga                   | Ella misma |
| 2010      | AKB600sec.                 | Ella misma |
| 2010-13   | Uma Pro                    | Ella misma |
| 2010-13   | AKB to ××!                 | Ella misma |
| 2011      | Documentary of AKB48       | Ella misma |
| 2011      | Mariko-sama no Oriko-sama! | Ella misma |
| 2021      | Ani x Para World           | Ella misma |